# Courrières
Courrières é uma comuna francesa, situada no departamento de Pas-de-Calais e região de Altos da França. Faz parte da comunidade de aglomeração de Hénin-Carvin que agrupa 14 comunas, com 125 000 habitants. 
Courrières é conhecida pelo pior desastre industrial ocorrido na Europa: em 10 de Março de 1906 deu-se a Catástrofe de Courrières, um acidente numa mina de carvão que provocou a morte de 1099 trabalhadores, incluindo muitas crianças.